# Wansin
Wansin (en wallon Onsin) est une section de la ville belge d'Hannut, située en Région wallonne dans la province de Liège.
Commune à part entière avant la fusion des communes, elle fusionne le 2 juillet 1964 avec Grand-Hallet et Petit-Hallet.

## Démographie
- Sources:INS, Rem:1831 jusqu'en 1970=recensements, 1976= nombre d'habitants au 31 décembre

## Histoire
Une famille noble de Belgique, probablement originaire du village, a porté le nom de Wansin.
- Cave de Wansin

Autrefois la craie était extraite dans une carrière souterraine qui était exploitée à la fin du XIXe siècle et au début du XXe siècle. Elle a été abandonnée. 

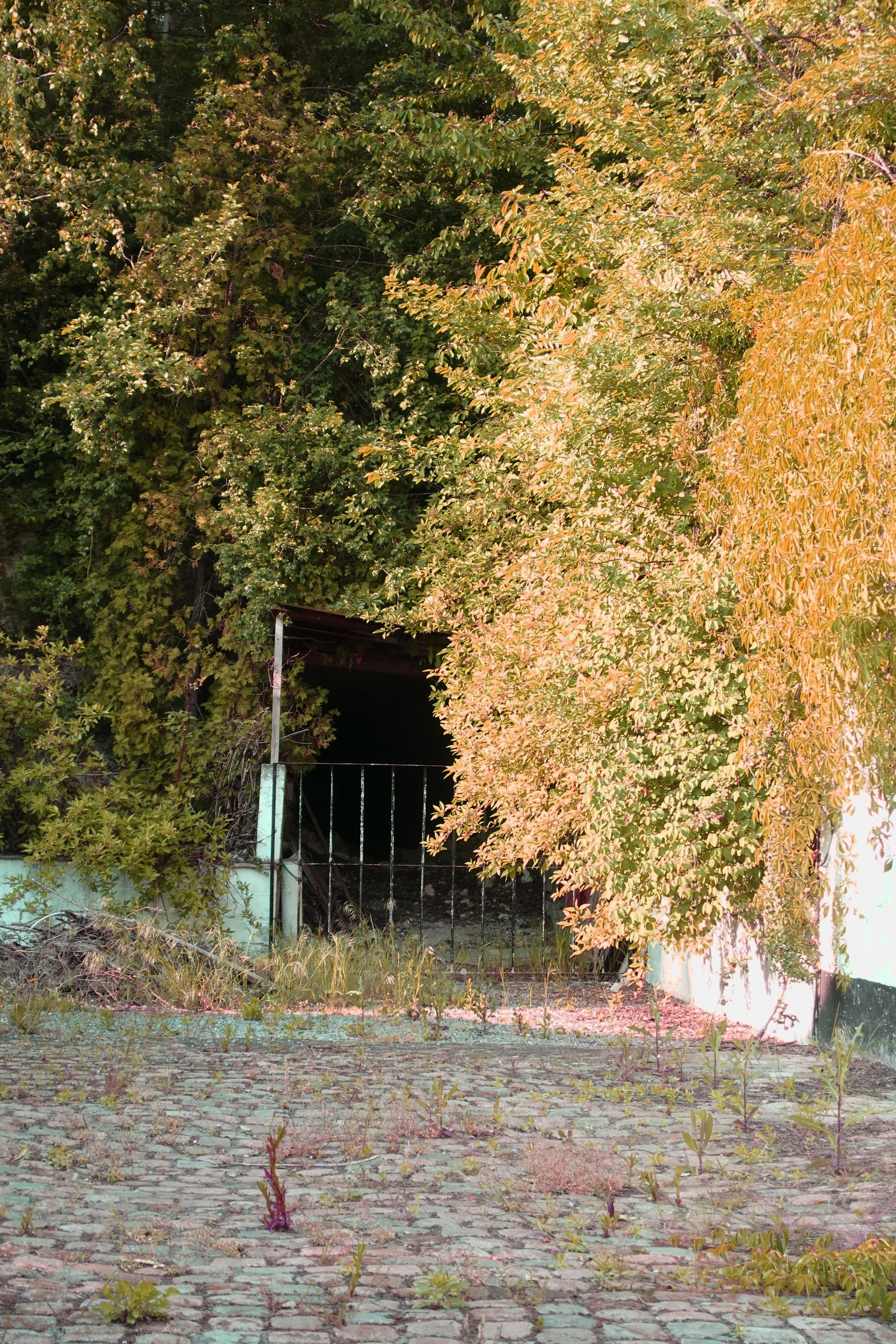
Accès de Carrière de Wansin.

## Personnalités liées à la commune

### Famille de Wansin
- Lambert de Wansin est issu d'une ancienne et noble famille du Comté de Namur. Nommé par les Archiducs Albert et Isabelle le 8 août 1608, Receveur de la grande vénerie de l'hôtel et Duché de Brabant. Pour ses services et ceux de son beau-père, Substitut, pendant 25 ans, du Procureur général du Brabant, emprisonné par les mutins en 1580, il obtint, le 19 février 1652, à Madrid, pour lui et ses descendants l'autorisation de mettre une couronne sur le timbre de ses armes au lieu d'un bourrelet et deux tigres ou lions pour tenant.
- Jean François Wansin Ier descend de Lambert de Wansin qui a épousé Marie Pétonille Corbeau.
- Jean François Wansin II, fils de Jean François Wansin Ier, obtient le 22 décembre 1756 une sentence de noblesse[1].